# Neurolepis aperta
Neurolepis aperta là một loài thực vật có hoa trong họ Hòa thảo. Loài này được (Munro) Pilg. mô tả khoa học đầu tiên năm 1906.